# 林木贼
林木贼（学名：Equisetum sylvaticum）为木贼科木贼属下的一个种。

## 扩展阅读
- 維基物種上的相關：林木贼